# Argenis Díaz
Argenis José Díaz (né le 12 février 1987 à Guatire, Miranda, Venezuela) est un joueur d'arrêt-court de baseball qui joue en 2010 en Ligue majeure avec les Pirates de Pittsburgh. En 2014, il joue en ligues mineures dans l'organisation des Diamondbacks de l'Arizona.

## Carrière
Argenis Díaz commence sa carrière en ligues mineures dans l'organisation des Red Sox de Boston, qui lui offrent son premier contrat professionnel en juillet 2003. Le 22 juillet 2009, les Red Sox font l'acquisition du premier but Adam LaRoche et cèdent en retour aux Pirates de Pittsburgh le lanceur Hunter Strickland et Díaz.
Argenis Díaz ses débuts dans les majeures le 21 avril 2010 pour les Pirates alors qu'il est employé comme frappeur suppléant dans un match contre les Brewers de Milwaukee.
Devenu agent libre le 2 décembre 2010, il signe un contrat de Ligues mineurs chez les Tigers de Détroit le 20 décembre 2010. Il évolue en ligues mineures dans l'organisation des Tigers de 2011 à 2013, puis dans celles des Reds de Cincinnati et des Diamondbacks de l'Arizona en 2014.

## Statistiques
| Saison | Équipe     | G  | AB | R | H | 2B | 3B | HR | RBI | SB | BA    |
| ------ | ---------- | -- | -- | - | - | -- | -- | -- | --- | -- | ----- |
| 2010   | Pittsburgh | 22 | 33 | 0 | 5 | 1  | 1  | 0  | 2   | 0  | 0,242 |
| Totaux | Totaux     | 22 | 33 | 0 | 5 | 1  | 1  | 0  | 2   | 0  | 0,242 |

Note : G = Matches joués ; AB = Passages au bâton; R = Points ; H = Coups sûrs ; 2B = Doubles ; 3B = Triples ; 
HR = Coup de circuit ; RBI = Points produits ; SB = Buts volés ; BA = Moyenne au bâton.